# Edith Master
Edith Louise Master (Nueva York, 25 de agosto de 1932-Nueva York, 18 de agosto de 2013) fue una jinete estadounidense que compitió en la modalidad de doma. Participó en tres Juegos Olímpicos de Verano entre los años 1968 y 1976, obteniendo una medalla de bronce en Montreal 1976 en la prueba por equipos.

## Palmarés internacional
| Juegos Olímpicos | Juegos Olímpicos  | Juegos Olímpicos  | Juegos Olímpicos |
| Año              | Lugar             | Medalla           | Categoría        |
| ---------------- | ----------------- | ----------------- | ---------------- |
| 1976             | Montreal (Canadá) | Medalla de bronce | Por equipos      |